# Schleinikon
Schleinikon (toponimo tedesco) è un comune svizzero di 726 abitanti del Canton Zurigo, nel distretto di Dielsdorf.

## Monumenti e luoghi d'interesse

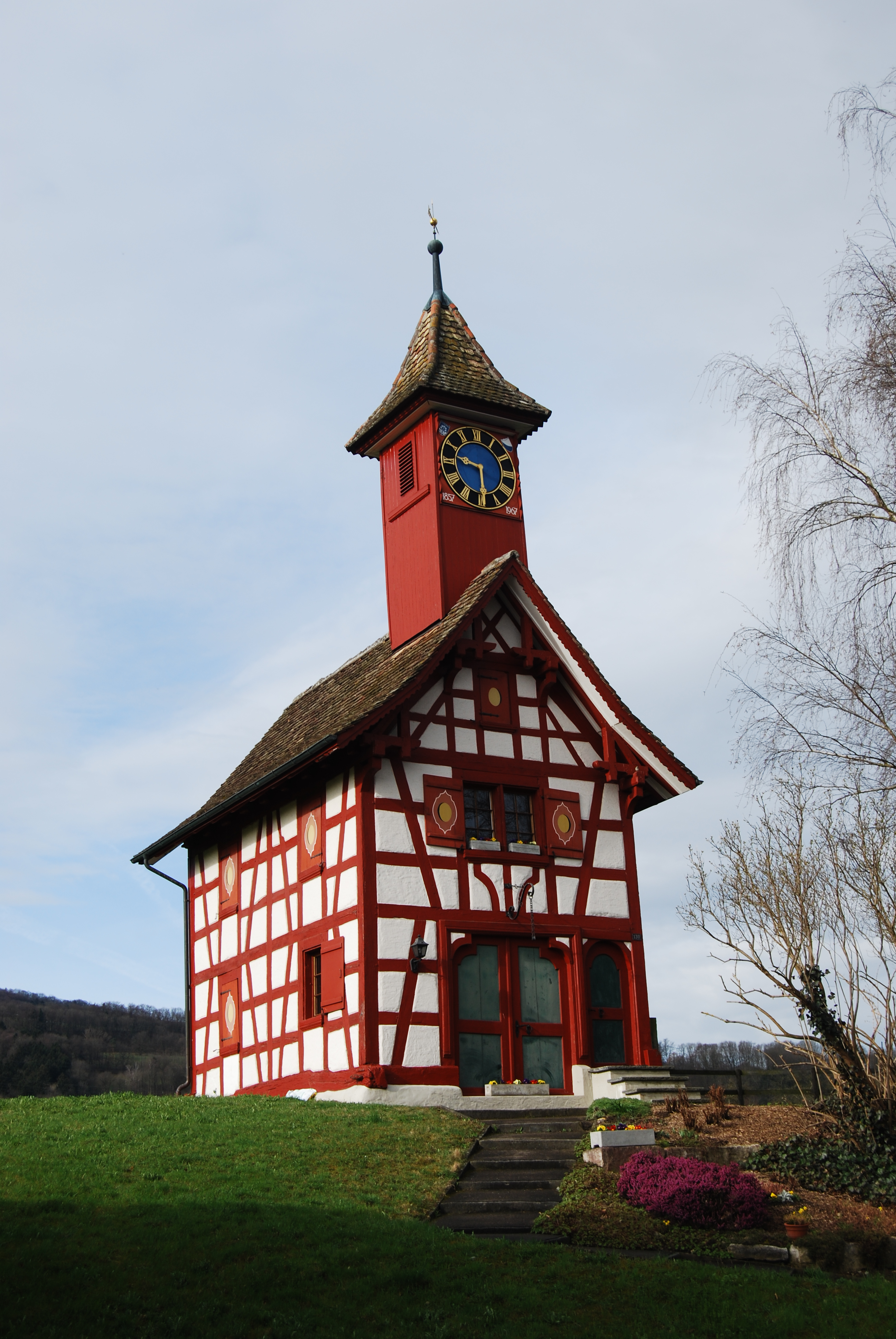
La Zythüsli

- Zythüsli, casa a graticcio eretta nel XVIII secolo[1].

## Società

### Evoluzione demografica
L'evoluzione demografica è riportata nella seguente tabella:
Abitanti censiti

## Infrastrutture e trasporti
Schleinikon è servito dall'omonima stazione sulla ferrovia Dielsdorf-Niederweningen.

## Amministrazione
Ogni famiglia originaria del luogo fa parte del cosiddetto comune patriziale e ha la responsabilità della manutenzione di ogni bene ricadente all'interno dei confini del comune.